# Hertogdom Palts-Zweibrücken
Het hertogdom Palts-Zweibrücken (Duits: Herzogtum Pfalz-Zweibrücken, Frans: Duché de Palatinat-Deux-Ponts) was een wereldlijk rijksvorstendom in het Heilige Roomse Rijk. Het werd geregeerd door verschillende opeenvolgende takken van het huis Wittelsbach. Aanvankelijk was het hertogelijke hof gevestigd in Meisenheim, maar in 1463 werd de hoofdstad verplaatst naar Zweibrücken.
Het hertogdom bestond uit verschillende gebieden in het westen van de Palts en in het noorden van de Elzas. Het grootste deel van het territorium bestond uit de middeleeuwse graafschappen Zweibrücken en Veldenz. Naast de hoofdsteden Zweibrücken en Meisenheim was Annweiler de enige andere grotere stad. Palts-Zweibrücken was ingedeeld in de Boven-Rijnse Kreits.
Palts-Zweibrücken ontstond in 1459 na de verdeling van het vorstendom Palts-Simmern-Zweibrücken, dat zelf was ontstaan na de verdeling van de Keur-Palts in 1410. In de tweede helft van de vijftiende eeuw waren de hertogen van Zweibrücken voortdurend in conflict met de keurvorsten van de Palts. Na de invoering van het lutheranisme, en later het gereformeerd protestantisme, was het hertogdom juist een trouwe bondgenoot van het keurvorstendom. Tijdens de oorlogen in de zeventiende eeuw werd het hertogdom grotendeels verwoest, maar in de achttiende eeuw maakte Zweibrücken een periode van culturele bloei door. In 1797 werd Zweibrücken door Frankrijk bezet. In 1801 werd het gebied officieel Frans, waarmee definitief een einde aan het hertogdom kwam.

## Geschiedenis

### Ontstaan
Palts-Zweibrücken ontstond bij de tweedeling van het Palts-Simmern-Zweibrücken, een vorstendom aan de linkerzijde van de Rijn. Simmern-Zweibrücken was in 1410 opgericht voor Stefan, de derde zoon van Ruprecht III van de Palts. Behalve gebieden door tot de Palts hadden behoort erfde Stefan in 1444 ook de graafschappen Veldenz en een deel van Sponheim. Hierdoor werd een verdeling van zijn landen onder zijn zoons mogelijk. In 1453 trad Stefan af en droeg het bestuur over aan zijn twee zoons. Na Stefans dood in 1459 werd het vorstendom verdeeld. Frederik kreeg Palts-Simmern met het graafschap Sponheim, Lodewijk kreeg Palts-Zweibrücken. Dit nieuwe vorstendom bestond grofweg uit twee voormalige graafschappen: Veldenz en Zweibrücken, dat in 1385 aan de Palts gekomen was.

### Staatsvorming en vetevoering
Lodewijk I kwam kort na het begin van zijn regering in conflict met zijn neef Frederik de Overwinnaar van de Palts en zijn oudere broer Frederik van Simmern. Tijdens verschillende oorlogen, zoals de Mainzer Stiftsfehde, kwamen Lodewijk en Frederik van de Palts tegenover elkaar te staan, waarbij Lodewijk telkens van zijn neef verloor. Keizer Frederik III, die ook in conflict was met Frederik van de Palts, benoemde Lodewijk in 1470 tot zijn veldheer en erkende Palts-Zweibrücken als hertogdom. Lodewijk stimuleerde de mijnbouw en vereenvoudigde het bestuur in zijn hertogdom. In 1463 liet Lodewijk de regeringszetel van Meisenheim naar Zweibrücken verplaatsen. De hofhouding volgde in 1477.
Na Lodewijks dood in 1489 namen zijn zoons Kasper en Alexander gezamenlijk de regering over. Na een jaar liet Alexander zijn oudere broer gevangen zetten en verklaarde hem geestesziek en ongeschikt voor de regering. Evenals zijn vader voerde Alexander oorlog tegen de keurvorsten van de Palts. Tijdens de Landshuter Successieoorlog plunderden zijn troepen grote delen van het keurvorstendom. Bij de vrede die in 1505 werd gesloten moest de Palts het ambt Kleeburg en zijn aandeel in gedeelde Heerlijkheid Guttenberg aan Zweibrücken afstaan. Alexander en Keurvorst Filips maakten van de gelegenheid gebruik om een erfverdrag te sluiten, waardoor de relatie tussen de twee landen aanzienlijk verbeterde.

### De reformatie

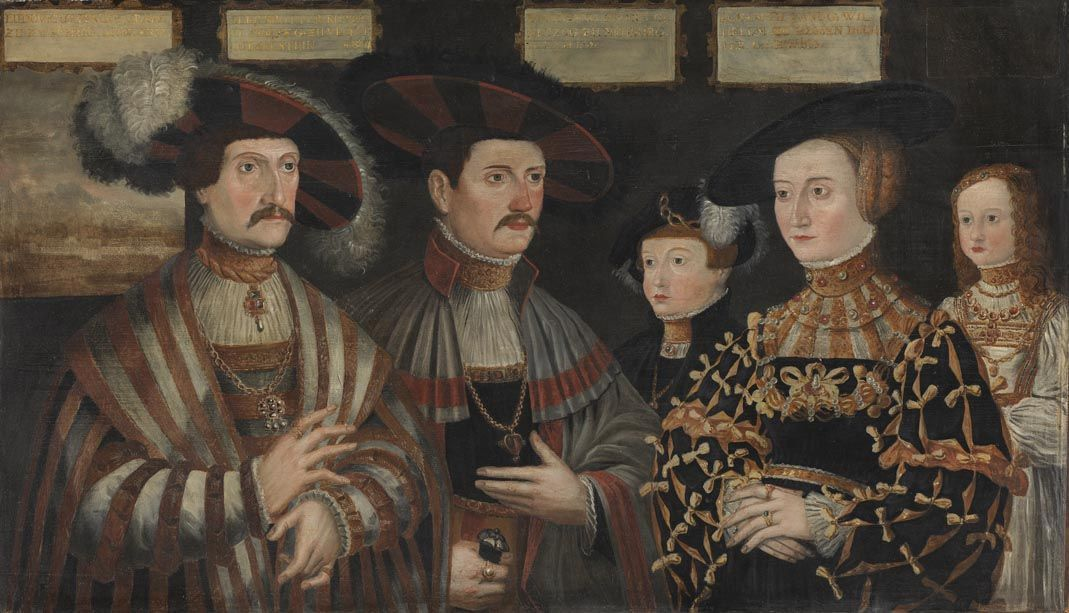
Lodewijk II van Palts-Zweibrücken (links) en zijn broer Ruprecht (tweede van links)

De regering van Alexanders' zoon Lodewijk II viel samen met de eerste fasen van de reformatie in het Duitse Rijk. Hoewel Lodewijk II katholiek bleef, had hij wel sympathie voor de ideeën van Luther. In 1523 benoemde Lodewijk de reformator Johann Schwebel tot hofkapelaan. Toen Lodewijk II in 1532 stierf was zijn zoon Wolfgang nog minderjarig. Lodewijks broer Ruprecht werd regent en nam de regeringstaken waar. De lutheraanse Ruprecht liet Johan Schwebel een protestantse kerkorde voor het hertogdom opstellen. Alle parochies in het hertogdom werden aan de nieuwe orde onderworpen. Ook verving het Duits het Latijn als voertaal in de kerken.
Toen Wolfgang in 1543 meerderjarig werd gaf hij delen van het vroegere graafschap Veldenz aan Ruprecht als zelfstandig vorstendom Palts-Veldenz. Ruprechts nakomelingen zouden het gebied tot 1693 blijven besturen.

## Zweibrücken als zelfstandig hertogdom (1453-1797)
In 1553 werd het graafschap Lützelstein verworven van het keurvorstendom Palts en in 1555 werd het klooster Disibodenberg geseculariseerd. In 1556 kwam het aandeel dat het keurvorstendom had in de heerlijkheid Guttenberg in gemeenschappelijk bezit van Palts-Zweibrücken en Palts-Veldenz.
In 1557 werd het hertogdom Palts-Neuburg-Sulzbach in Beieren gekocht van de keurvorst van de Palts. In 1558 werd door de secularisatie van het klooster Hornbach als leen van de keurvorst Zell en de helft van Molsheim verworven.
In 1559 stierf de tak van de keurvorsten van de Palts uit. Daardoor werd een aandeel in de voorste graafschap Sponheim verworven. Er ging ook weer gebied verloren, want in 1656 werden het graafschap Lützelstein en het in 1556 verworven aandeel in de heerlijkheid Guttenberg aan Palts-Veldenz afgestaan.
Een verdere verdeling van het complex van bezittingen vond plaats na de dood van paltsgraaf Wolfgang in 1569. De landen werden onder drie van zijn zonen in 1569 en 1584 verdeeld, waarbij Filips Lodewijk in 1569 Palts-Neuburg-Sulzbach kreeg, Johan in 1569 Zweibrücken kreeg en Karel in 1584 het aandeel in het achterste graafschap Sponheim kreeg.
Dit kon pas na de goedkeuring van de andere deelgenoten in dit graafschap: de keurvorst en de markgraaf van Baden. Het gebied bestond uiteindelijk uit de ambten Birkenfeld (met Hambach), Frauenberg en Allenbach.
Tijdens de Dertigjarige Oorlog werd Zweibrücken in 1635 door keizerlijke troepen bezet. Het hof vluchtte om pas in 1645 terug te keren.
Toen paltsgraaf Frederik in 1661 zonder mannelijke nakomelingen overleed, werd hij opgevolgd door Frederik Lodewijk uit de zijlinie Palts-Landsberg. Tijdens zijn bewind werd het hertogdom in januari 1676 bezet door Frankrijk. Omdat Zweibrücken een leen was van het prinsbisdom Metz (waarvan het koninkrijk Frankrijk de rechtsopvolger is) werd het in 1680 door Frankrijk ingelijfd en ging het deel uitmaken van de Saarprovincie. De Vrede van Rijswijk van 1697 gaf het vorstendom terug aan de rechtmatige eigenaar.
Paltsgraaf Frederik Lodewijk stierf in 1681 tijdens de Franse bezetting zonder wettige nakomelingen. De volgende in de lijn van opvolging was koning Karel XI van Zweden, uit de zijlinie Palts-Kleeburg. Koning Karel van Zweden kreeg het hertogdom dus terug in 1697. Het hertogdom bleef in personele unie met Zweden tot de dood van koning Karel XII in 1718. Van 1714 tot 1718 stond de koning het af aan de verdreven koning van Polen, Stanislaus Leszczyński.
Als laatste vorst uit de tak Palts-Kleeburg regeerde vervolgens Gustaaf Samuel, een volle neef van koning Karel XI. Na zijn dood in 1731 legde de keizer tot 1734 beslag op het hertogdom.
In 1734 kwam het hertogdom Zweibrücken aan Christiaan III van Palts-Birkenfeld. Zijn hertogdom was in 1584 afgesplitst van Palts-Zweibrücken en de beide hertogdommen werden dus weer herenigd. Inmiddels behoorde sinds 1695 ook het graafschap Lützelstein in de Elzas bij de bezittingen van Palts-Birkenfeld. Het graafschap Lützelstein stond echter sinds 1680 onder de soevereiniteit van Frankrijk. Hertog Christiaan IV werd in 1758 katholiek. De versplintering van het gebied werd verminderd door een aantal grensverdragen met buurstaten. In 1768 was er de Selz-Hagenbacher ruil met het keurvorstendom. Odernheim en half Molsheim kwamen aan het keurvorstendom, terwijl Zweibrücken het ambt Hagenbach, het ambt en het sticht Selz en Neuburg kreeg. In 1776 werd het achterste graafschap Sponheim gedeeld met het markgraafschap Baden: Kastellaun, Traben-Trarbach met Starkenburg en Allenbach komen aan Zweibrücken. Birkenfeld, Frauenburg en Herrstein kwamen aan Baden.
In 1797 en 1801 verloor de hertog van Palts-Zweibrücken al zijn gebieden aan Frankrijk. Daar stond tegenover dat hij in 1799 na de dood van de keurvorst van Beieren het keurvorstendom Beieren en de Keur-Palts erfde en in 1806 de eerste koning van Beieren werd.
Na de Franse nederlagen wees het Congres van Wenen in 1815 het hertogdom Zweibrücken grotendeels toe aan het koninkrijk Beieren.

## Gebied in 1784
1. Oberamt Zweibrücken
2. Oberamt Homburg (1755 Oberamt na ruil met Nassau-Saarbrücken)
3. Oberamt Lichtenberg te Kusel (oorspronkelijk deel van het graafschap Veldenz)
4. Oberamt Meisenheim (oorspronkelijk deel van het graafschap Veldenz)
5. Oberamt Trarbach met het Kröver Rijk (oorspronkelijk deel van het graafschap Sponheim)
6. Amt Allenbach(oorspronkelijk deel van het graafschap Sponheim)
7. Oberamt Kastellaun met de voogdij Senheim en 1/3 van het gerecht Veltheim en Strümmich (oorspronkelijk deel van het graafschap Sponheim)
8. Oberamt Bergzabern met de voogdij Cleebourg, Annweiler, Wegelnburg (een kasteel bij Schönau/Pfalz)
9. Amt Nohfelden
10. Oberamt Guttenberg (1768 Oberamt na ruil met Keur-Palts)
11. Amt Seltz en Hagenbach
12. heerlijkheid Bischwiller

De nummers 10, 11 en 12 stonden onder de soevereiniteit van Frankrijk

## Hertogen
Huis Palts-Zweibrücken (oudere linie)
- 1453-1489: Lodewijk I
- 1489-1490: Kasper
- 1489-1514: Alexander
- 1514-1532: Lodewijk II
- 1532-1569: Wolfgang

Huis Palts-Zweibrücken (jongere linie)
- 1569-1604: Jan I
- 1604-1635: Jan II
- 1636-1661: Frederik

Huis Palts-Zweibrücken-Landsberg
- 1661-1681: Frederik Lodewijk

Huis Palts-Zweibrücken-Kleeburg
- 1681-1697: Karel II
- 1697-1718: Karel III
- 1718-1731: Gustaaf Samuel Leopold
- 1731-1734: interregnum

Huis Palts-Birkenfeld-Bischweiler
- 1734-1735: Christiaan III
- 1735-1775: Christiaan IV
- 1775-1795: Karel II August
- 1795-1801: Maximiliaan Jozef